# Caixa de Pensions (Igualada)
La Caixa de Pensions és un edifici del municipi d'Igualada (Anoia). El 1909 s'inaugurà l'agència de la Caixa de Pensions a l'edifici del número 9 de la Rambla General Vives. El 1922 s'inaugura el nou edifici. Va ser la primera sucursal d'aquesta entitat d'estalvis després que el mateix arquitecte construís la seu central a Barcelona. Està protegit com a bé cultural d'interès local.

## Descripció
L'edifici presenta una línia sòbria feta amb materials nobles, combinant el totxo, que ocupa els dos pisos de l'edifici, amb la pedra que hi ha a la planta baixa. A la façana que dona a la Rambla veiem l'obertura de nombroses finestres així com el portal d'entrada a la Biblioteca i Sala d'Exposicions que es troba al primer pis. La façana del carrer Custiol és la que dona accés a l'entitat bancària, és tota feta de carreus de pedra, i el més remarcable és la majòlica que hi havia amb el títol de l'entitat.